# Reserva Natural de Soontaga
A Reserva Natural de Soontaga é uma reserva natural localizada no condado de Valga, na Estónia.
A área da reserva natural é de 1225 hectares.
A área protegida foi fundada em 2006 para proteger tipos de habitat valiosos e espécies ameaçadas na aldeia de Soontaga (antiga freguesia de Puka).